# Simulium qiaolaoense
Simulium qiaolaoense es una especie de insecto del género Simulium, familia Simuliidae, orden Diptera.
Fue descrita científicamente por Chen, 2001.